# Sawczyce
Sawczyce (ukr. Савчиці, Sawczyci) – wieś na Ukrainie w rejonie krzemienieckim należącym do obwodu tarnopolskiego.